# Rövidcsőrű bülbül
A rövidcsőrű bülbül (Xanthomixis zosterops) a madarak osztályának verébalakúak (Passeriformes) rendjébe és a madagaszkári poszátafélék (Bernieridae) családja tartozó faj.

## Rendszerezése
A fajt Richard Bowdler Sharpe angol zoológus írta le 1875-ben, a Bernieria nembe Bernieria zosterops néven. Sorolták a Phyllastrephus nembe  Phyllastrephus zosterops néven is.

## Alfajai
- Xanthomixis zosterops andapae (Salomonsen, 1934)
- Xanthomixis zosterops ankafanae (Salomonsen, 1934)
- Xanthomixis zosterops fulvescens (Delacour, 1931)
- Xanthomixis zosterops zosterops (Sharpe, 1875)[2]

## Előfordulása
Madagaszkár területén honos. Természetes élőhelyei a szubtrópusi vagy trópusi síkvidéki esőerdők. Állandó, nem vonuló faj.

## Megjelenése
Testhossza 17 centiméter.

## Természetvédelmi helyzete
Az elterjedési területe nagyon nagy, egyedszáma viszont csökken, de még nem éri el a kritikus szintet. A Természetvédelmi Világszövetség Vörös listáján nem fenyegetett fajként szerepel.